# Diócesis de Sunyani
La diócesis de Sunyani (en latín: Dioecesis Sunyaniensis y en inglés: Roman Catholic Diocese of Sunyani) es una circunscripción eclesiástica de la Iglesia católica en Ghana. Se trata de una diócesis latina, sufragánea de la arquidiócesis de Kumasi. Desde el 14 de abril de 2003 su obispo es Matthew Kwasi Gyamfi.

## Territorio y organización
La diócesis tiene 19 500 km² y extiende su jurisdicción sobre los fieles católicos de rito latino residentes en los distritos de: Sunyani, Berekum, Dormaa Central, Dormaa Oriental, Tain, Jaman Sur, Jaman Norte y Wenchi, en la región de Bono.
La sede de la diócesis se encuentra en la ciudad de Sunyani, en donde se halla la Catedral de Cristo Rey.
En 2022 en la diócesis existían 54 parroquias.

## Historia
La diócesis fue erigida el 1 de marzo de 1973 con la bula Africa tellus del papa Pablo VI, obteniendo el territorio de la diócesis de Kumasi (hoy arquidiócesis).
El 3 de marzo de 1995 cedió una parte de su territorio para la erección de la diócesis de Konongo-Mampong mediante la bula Cum ad aeternam del papa Juan Pablo II.
El 24 de octubre de 1997 cedió otra porción de su territorio para la erección de la diócesis de Goaso mediante la bula Ad aptius provehendam del papa Juan Pablo II.
Inicialmente sufragánea de la arquidiócesis de Cape Coast, el 22 de diciembre de 2001, tras la elevación de Kumasi a arquidiócesis metropolitana, se convirtió en una de sus sufragáneas.
El 28 de diciembre de 2007 cedió otra porción de su territorio para la erección de la diócesis de Techiman mediante la bula Cum nuper esset del papa Benedicto XVI.

## Estadísticas
Según el Anuario Pontificio 2023 la diócesis tenía a fines de 2022 un total de 118 744 fieles bautizados.
| Año                                                                             | Población            | Población | Población      | Sacerdotes | Sacerdotes    | Sacerdotes    | Bautizados por sacerdote | Diáconos permanentes | Religiosos | Religiosos | Parroquias |
| Año                                                                             | Bautizados católicos | Total     | % de católicos | Total      | Clero secular | Clero regular | Bautizados por sacerdote | Diáconos permanentes | Varones    | Mujeres    | Parroquias |
| ------------------------------------------------------------------------------- | -------------------- | --------- | -------------- | ---------- | ------------- | ------------- | ------------------------ | -------------------- | ---------- | ---------- | ---------- |
| 1980                                                                            | 119 635              | 950 000   | 12.6           | 34         | 7             | 27            | 3518                     |                      | 30         | 34         | 13         |
| 1990                                                                            | 165 777              | 1 268 000 | 13.1           | 48         | 28            | 20            | 3453                     |                      | 27         | 80         | 20         |
| 1999                                                                            | 135 203              | 1 600 000 | 8.5            | 60         | 44            | 16            | 2253                     |                      | 25         | 60         | 22         |
| 2000                                                                            | 144 905              | 1 603 000 | 9.0            | 53         | 41            | 12            | 2734                     |                      | 24         | 62         | 22         |
| 2001                                                                            | 156 481              | 1 603 000 | 9.8            | 55         | 44            | 11            | 2845                     |                      | 19         | 55         | 22         |
| 2002                                                                            | 144 905              | 1 609 000 | 9.0            | 63         | 51            | 12            | 2300                     |                      | 13         | 59         | 24         |
| 2003                                                                            | 175 624              | 1 987 000 | 8.8            | 72         | 59            | 13            | 2439                     |                      | 23         | 54         | 27         |
| 2004                                                                            | 177 381              | 1 995 893 | 8.9            | 60         | 46            | 14            | 2956                     |                      | 23         | 59         | 31         |
| 2007                                                                            | 122 584              | 737 657   | 16.6           | 65         | 56            | 9             | 1885                     |                      | 7          | 54         | 27         |
| 2010                                                                            | 160 050              | 926 647   | 17.3           | 53         | 42            | 11            | 3019                     |                      | 46         | 69         | 33         |
| 2014                                                                            | 174 938              | 989 162   | 17.7           | 75         | 61            | 14            | 2332                     |                      | 58         | 77         | 35         |
| 2017                                                                            | 187 983              | 1 062 621 | 17.7           | 87         | 74            | 13            | 2160                     |                      | 58         | 84         | 40         |
| 2020                                                                            | 199 498              | 1 107 130 | 18.0           | 102        | 84            | 18            | 1955                     |                      | 66         | 95         | 53         |
| 2022                                                                            | 203 338              | 1 208 649 | 16.8           | 108        | 90            | 18            | 1882                     |                      | 69         | 102        | 54         |
| Fuente: Catholic-Hierarchy, que a su vez toma los datos del Anuario Pontificio. |                      |           |                |            |               |               |                          |                      |            |            |            |

## Episcopologio
- James Kwadwo Owusu † (1 de marzo de 1973-28 de diciembre de 2001 falleció)
- Matthew Kwasi Gyamfi, desde el 14 de abril de 2003